# 페이 레이건

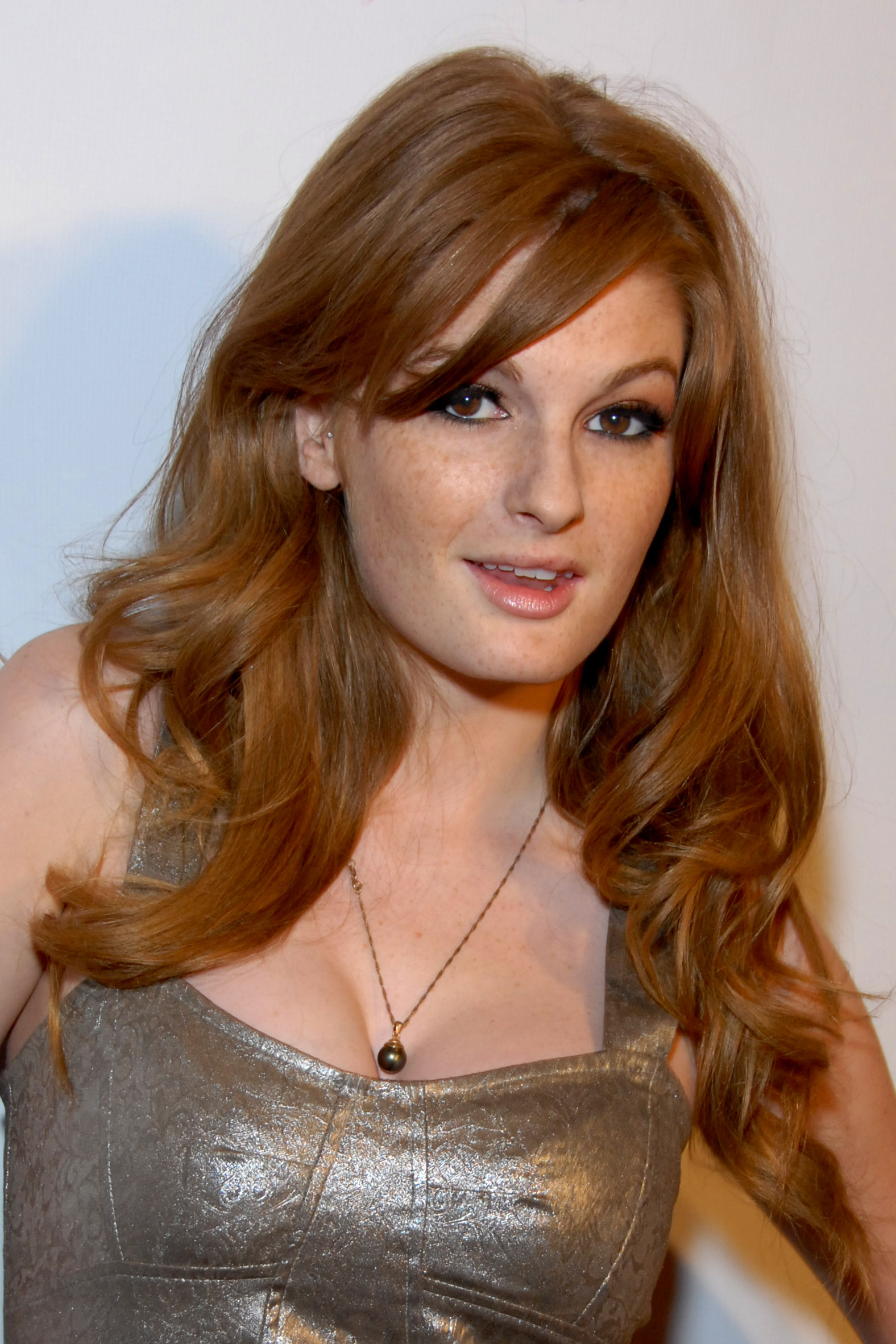
페이 레이건

페이 레이건(Faye Reagan, 1988년 9월 19일 ~ )은 미국의 포르노 배우이다. 키는 163cm, 몸무게는 50kg이다.
페이 레이건은 미국 네바다주의 라스베가스에서 출생했다. 업계의 경력도 오래 되었고 굉장히 많은 AVN 수상 후보에 노미네이트 되었지만 정작 크게 수상된 적은 없었다. 페이 레이건을 소프트코어 배우로 인지하는 사람들이 종종 있었는데 페이 레이건은 하드코어 배우이다.

## 참조
1. ↑  Jared Rutter (May 2008). “The Gauntlet 3”. AVN.com. 2015년 6월 26일에 원본 문서에서 보존된 문서. 2008년 11월 3일에 확인함.
2. ↑  “Personal Bio: Faye Reagan”. IAFD.com. 2009년 4월 26일에 확인함.